# Gare de Givors-Canal
Gare de Givors-Canal – stacja kolejowa w Givors, w departamencie Rodan, w regionie Owernia-Rodan-Alpy, we Francji.
Jest stacją Société nationale des chemins de fer français (SNCF), obsługiwaną przez pociągi TER Rhône-Alpes, kursujące między Lyonem i Givors.